# Malta Song for Europe 1995
Malta Song for Europe 1995 (Abkürzung: MSFE 1995) war die maltesische Vorentscheidung für den Eurovision Song Contest 1995, der in Dublin (Irland) stattfand, nachdem Paul Harrington & Charlie McGettigan im Vorjahr mit ihrem Lied Rock ’n’ Roll Kids den Eurovision Song Contest gewonnen hatten. Der Wettbewerb wurde von Mike Spiteri mit dem Lied Keep Me in Mind gewonnen. Der Wettbewerb war auch als Festival tal-Kanzunetta Maltija għall-Ewropa 1995 bekannt.

## Prinzip
Insgesamt wurden 18 Beiträge von einer Fachjury ausgewählt, um im Finale, das am 4. Februar 1995 im Mediterranean Conference Centre stattfand, teilzunehmen. Am 3. Februar wurden die Lieder zunächst vorgestellt und am 4. Februar fand das Finale statt. Am 3. und 4. Februar wurden die Lieder wie im Vorjahr ausschließlich auf Englisch vorgetragen. Im Gegensatz zum Vorjahr wurden nur die ersten drei Platzierungen im Finale preisgegeben, so wie in den Jahren 1991–1993. Die Jury wählte mit 100 % Stimmenanteil die 18 Finalisten, die am 4. Februar antraten, um Malta bei dem Eurovision Song Contest zu vertreten.
Das erste Mal fand bei dem Vorentscheid kein Halbfinale statt, sondern anstelle dessen eine Vorstellungsrunde am Tag vor dem Finale.
Die Künstler hatten die Wahl, ihre Lieder auf Englisch oder Maltesisch vorzutragen, da beide Sprachen ihre Amtssprache sind, jedoch entschieden sich alle für die englische Sprache.

### Finale
Das Finale wurde von Charles Saliba und Louise Tedescoy moderiert.
Im Finale, das am 4. Februar 1995 stattfand, sangen 18 Künstler um den Sieg des Vorentscheids. Nachdem alle Lieder vorgetragen wurden, traten die Sieger des letzten Eurovision Song Contest auf. Letztendlich wurde es von Mike Spiteri mit dem Lied Keep Me in Mind gewonnen.
| Startnr. | Interpret                        | Englischer Songtitel        | Ungefähre Bedeutung im Deutschen | Platzierung |
| -------- | -------------------------------- | --------------------------- | -------------------------------- | ----------- |
| 01       | The Starbrights                  | Good-bye                    | Auf Wiedersehen                  | -           |
| 02       | Al. E. Rapa                      | The Sun Will Shine Again    | Die Sonne wird wieder scheinen   | -           |
| 03       | Alexander Schembri               | Will I Know                 | Werde ich es wissen              | -           |
| 04       | Mary Spiteri                     | Just One Love               | Nur eine Liebe                   | -           |
| 05       | Mark Tonna                       | Before My Eyes              | Vor meinen Augen                 | -           |
| 06       | Claudette Pace                   | Our Love Could Never Be     | Unsere Liebe konnte nie sein     | 2.          |
| 07       | Incorvaja Sisters & Philip Vella | Shelter Me                  | Schütze mich                     | -           |
| 08       | Enzo Gusman                      | I’ll Keep On Loving You     | Ich werde dich weiterhin lieben  | -           |
| 09       | Tarcisio Barbara                 | Castles Made of Sand        | Aus Sand gebaute Burgen          | 3.          |
| 010      | Doreen & Manolito                | We Can See                  | Wir können sehen                 | -           |
| 011      | Marita                           | To Love Again               | Wieder zu lieben                 | -           |
| 012      | Mike Spiteri                     | Keep Me in Mind             | Denke an mich                    | 1.          |
| 013      | Ann Jenkins                      | Poor Little Rich Girl       | Armes Reiches Kleines Mädchen    | -           |
| 014      | Marthese Tanti                   | Wondering Through the Night | Durch die Nacht wundernd         | -           |
| 015      | Georgina                         | That Little Bit of Heaven   | Dieses kleine Stückchen Himmel   | -           |
| 016      | Godwin Lucas & June May          | Cross Your Heart            | Gib dein Ehrenwort               | -           |
| 017      | Miriam Christine Borg            | The Way You Are             | So wie du bist                   | -           |
| 018      | Phyllisienne Brincat             | Midnight Blues              | Mitternacht-Blues                | -           |